# Џон Рамбо
Џон Џејмс Рамбо (енгл. John James Rambo) је измишљени филмски лик из серијала Рамбо. Први пут се појавио у роману Прва крв из 1972. године, који је написао Дејвид Морел, али се прославио тек у филмском серијалу, где га је глумио Силвестер Сталоне. Реч "Рамбо" је ушла у многе језике света као синоним за окорелог и моћног ратника и усамљеног вука, безобзирну, несмотрену, лакомислену и непромишљену особу која не поштује наређења, користи насиље за решавање свих проблема, сама улази у опасне ситуације и изузетно је жестока, сирова и агресивна.

## Фиктивна биографија

### Детињство и младост
Џон Рамбо је рођен 6. јула 1947. године у Бовију у Аризони. Отац му је италијанско-америчког порекла, а мајка је припадник племена Навахо индијанаца. Рамбо је са 17 година позван у војску САД 8. јуна 1964. године. Након што је матурирао у средњој школи Рејнџфорд 1965. године, у јануару 1966. започиње своју војну службу. Пребачен је у Јужни Вијетнам у септембру 1966. године. Вратио се у САД 1967. године, и прикључио се обуци у Специјалним снагама (зеленим береткама). Крајем 1969, Рамбо је поново враћен у Вијетнам. У новембру 1971. године, заробљен је у Северном Вијетнаму на кинеско-вијетнамској граници. Постао је ратни заробљеник и са осталим америчким војницима који су били са њим у кампу, мучен. Успео је да побегне из кампа у мају 1972. године. 
Након његовог повратка у САД, Рамбо открива да Американци имају лоше мишљење о војницима — повратницима из Вијетнама. Њега самог су понижавали хипици, бацајући смеће на њега, звали су га „децоубицом“ и искључили из друштва. Његова искуства у Вијетнаму и код куће изазвала су посттрауматски стресни поремећај. У исто време, унутрашња питања о себи и спољашњи утицаји изазивају у њему издвајање из друштва. На овом месту почиње први део филма.

### Рамбо: Прва крв
Радња филма се дешава у децембру 1981. године. Џон Рамбо, сада бескућник, тражи свог пријатеља Делмора Берија, са којим је заједно ратовао у Вијетнаму. Стиже до његове куће и тамо налази његову мајку, која му говори да је њен син умро од рака, због изложености штетном агенсу у рату. Ово сада значи да је Рамбо једини преживели члан из своје специјалне јединице. Након тога, он путује у мали град Хоуп у савезној држави Вашингтон. Убрзо постаје сумњив параноичном шерифу Вилу Тизлу, највише због дуге косе, војничке јакне и уопште неуредне појаве. Тизл га убрзо покупи колима и одвози га на крај града, где му говори да оде одатле и да такви као он нису пожељни. Међутим, оно што највише смета шерифу је чињеница да је Рамбо повратник из Вијетнама и што скреће пажњу других људи, а он Вил Тизл је војник из Корејског рата и потпуно је заборављени ветеран. Након што шериф оде колима Рамбо се враћа у град, где га Тизл хапси и одводи у локалну полицијску станицу. У станици заменик шерифа, Арт Галт малтретира и пребија Рамба, коме почињу да се буде сећања из Вијетнама, где је био ратни заробљеник. Када полицајци поукушају да га обрију, Рамбо их одгурује од себе и покушава да побегне из станице. Напољу он отима мотор од човека, који се возио улицом и креће према оближњим планинама, док га Тизл јури својим полицијским аутом, које убрзо слупа. Рамбо силази са мотора и креће да напредује дубоку у шуму. Док се пење уз литицу, бива примећен од стране Галта који је у хеликоптеру. Галт пуца на њега неколико пута и Рамбо је приморан да скочи са литице на дрвеће. Повређен, почиње да баца камење на хеликоптер и док пилот покушава да их избегне, Галт пада на стену и гине.
Након тога, Тизл предводи групу неискусних полицајаца у шуму, који губе сигурност у себе када виде Рамбово борбено искуство. Рамбо убрзо онеспособљује ову малу, неорганизовану групу, ранивши неколико полицајаца, користећи се тактикама и замкама из рата. У овом хаосу Рамбо наилази на Тизла и ставља му нож под грло, са речима: „Немој да ме малтретираш, иначе ћеш добити рат какав не можеш ни да замислиш, одустани“. После тога нестаје у шуми. На лице места је позвана национална гарда, која подиже камп у овом региону. Убрзо стиже и пуковник Траутман који је обучавао Рамба. Изненађен је што је већина полицајаца још увек жива и упозорава, да би најбоље било пустити Рамба да сада побегне, а кад се ситуација смири кренути поново за њим. Тизл одбија тај предлог. Ускоро Рамбо се нађе окружен војницима националне гарде, у напуштеном руднику. Гардисти испаљују ракету у сам улаз рудника при чему се он обрушава. Они претпостављају да је Рамбо погинуо, а он се у ствари пробија кроз тунеле рудника и бежи кроз излаз који је близу главног пута. Рамбо тада отима војни камион и вози се назад у град, где удара у бензинску пумпу, при чему се све запали што привлачи пажњу полицијских снага у то подручје. Тизл се крије на крову полицијске станице, очекујући Рамба, који успут уништава велики број продавница.
По доласку до полицијске станице Рамбо избегава Тизлове пуцње, и испаљује ракету из бацача. Тизл пада кроз стаклеи кров и Рамбо ће покушати да га убије. Тада наилази Траутман који га спречава да тако поступи. Говори му да не постоје шансе да се жив извуче и да би требало да се преда. Окружен полицијом, Рамбо доживљава нервни слом и почиње да прича о ужасима рата и тешкоћама са којима се суочава у привикавању на цивилни живот. Нарочито га је потресло што је присуствовао бруталној смрти свог најбољег пријатеља. Први део филма се завршава Рамбовом предајом и његовим хапшењем. Филм је постао култни класик за фанове акционих филмова.

### Рамбо 2
Након свог хапшења у првом делу филма, Рамбо је послат у затворенички радни камп. На почетку другог дела посећује га пуковник Траутман, који му нуди прилику да буде ослобођен, уколико крене у Вијетнам да би ослободио америчке ратне заробљенике. Он прихвата предлог и шаљу га код Мардока, америчког бирократе, који је задужен за целу операцију. Он говори Рамбу да је његов једини задатак да фотографише ратне заробљенике, али не и да их спашава, нити да улази у сукоб са непријатељским војницима. Рамбо ово невољно прихвата, и речено му је да ће га амерички агент чекати у џунглама Вијетнама. По искакању падобраном на земљи среће Ко Бау, локалку која ради са Американцима. Она га потом води до затвореничког кампа. Након што стиже у камп бива примећен и тад убија неколико стражара. Потом совјетске и вијетнамске трупе крећу у потеру за њим. Како би успео да побегне из земље, Рамбо стиже до оближње војне базе, где убија све и краде војни хеликоптер. После се враћа у затворенички камп, где убија остале стражаре и ослобађа заробљенике. На путу ка Тајланду један совјетски хеликоптер погађа Рамбов. Након што је приземљен, Рамбо базуком уништава хеликоптер који га је оборио.
По слетању у америчку базу, Рамбо уништава Мардоков командни центар, вади нож и под претњом га тера да ослободи преостале америчке ратне заробљенике. У том тренутку наилази Траутман, који смирује Рамба. Он је још увек љут и говори да само жели да његова земља воли своје војнике онолико колико они воле њу. Онда креће пешке у непознатом правцу. Траутман га пита: „Како ћеш живети, Џоне?“, на шта му Рамбо одговара: „Дан за даном“. Филм се завршава тако што Рамбо хода према хоризонту. Иако је добио поразне критике, што се одразило на доделу Златне малине за најгори филм, постао је не само један од најпопуларнијих филмова, него и феномен популарне културе 1980-их.

### Рамбо 3
Филм почиње када се пуковник Траутман враћа на Тајланд, како би још једном тражио помоћ од Рамба. Након што присуствује мечу, где Рамбо побеђује у борби са штаповима, Траутман посећује градилиште храма, где Рамбо помаже у изградњи и пита га да ли би се придружио у мисији у Авганистану. Мисија подразумева дотурање оружја авганистанским побуњеницима, муџахединима, који се боре у совјетско-авганистанском рату. Рамбо одбија да учествује у овоме и Траутман одлучује да пође сам.
У Авганистану, Траутман упада у заседу Совјета и бива ухапшен. Заробљен је у тврђави која сада служи као совјетска база. Траутмана испитује главнокомандујући поручник Зајсен. Рамбо сазнаје за Траутмана од представника америчке амбасаде Роберта Григса, и убеђује га да га поведе у незваничну операцију. Рамбо стиже у Пакистан и сусреће се са Мусом, добављачем оружја који се слаже да га одведе у село, дубоко у авганистанској пустињи, у близини совјетске базе где је Траутман заробљен. Мештани села у почетку желе да помогну Рамбу, али након напада совјетских хеликоптера одбијају даљу помоћ. Са Мусом и дечаком Хамидом, Рамбо креће ка тврђави како би ослободио Траутмана. Први покушај је био неуспешан и резултовао је рањавањем Хамида у ногу, а Рамба је том приликом закачио шрапнел. Након повлачења Рамбо превија Хамидове ране и шаље њега и Мусу на сигурно.
Наредног дана, Рамбо се враћа у базу на време да спасе Траутмана од новог мучења. Нако што спаси и неколико других заробљеника, Рамбо краде хеликоптер и бежи из базе. Међутим, хеликоптер се убрзо руши па су Рамбо и Траутман приморани да наставе пешке. Након сукоба у пећини, где Рамбо и Траутман елиминишу неколико совјетских командоса Спецназа, наилазе на целу армију тенкова које предводи Зајсен. Убрзо у помоћ стижу муџахедини на коњима и нападају Совјете. У одсудном моменту, Рамбо успева да убије Зајсена у судару тенка и хеликоптера, и успева да преживи експлозију. По завршетку борбе, Рамбо и Траутман се опраштају од муџахедина и крећу кући. Својевремено је био најскупљи и најнасилнији филм икада снимљен.

### Рамбо 4
Филм почиње са вестима о кризи у Бурми (сада Мјанмар). Земљом влада Тан Шве, који се сурово обрачунава са опозиционим демократским покретом.
Бивши амерички војник Џон Рамбо још увек живи на Тајланду, у селу које је близу бурманској граници. Зарађује на продаји змијске коже, а такође превози путнике својим бродом. Једног дана мисионар Мајкл Барнет се обраћа Рамбу, да је потребно да превезе њега и његове колеге, који су у хуманитарној мисији. Њихов задатак је достављање помоћи племенском народу Карен. Рамбо у почетку одбија, али га Сара Милер убеђује да им ипак помогне.
Брод којим су кренули ка Бурми заустављају гусари, који траже Сару да би их заузврат пропустили. После неуспелих преговора Рамбо их све убија. Иако је његово деловање успело да спасе мисионаре, они су постали веома узнемирени. По доласку на договорено место Мајкл саопштава Рамбу, да им његова помоћ више неће бити потребна. Мисија иде по плану све док их мијанмарске оружане снаге које предводи Тинт не нападну. Они убијају већину сељака и два мисионара а остале киднапују, укључујући Мајкла и Сару. Кад се сазнало да се мисионари не јављају десет дана, њихов пастор долази да моли Рамба за помоћ, да одвезе плаћенике до села где су мисионари последњи пут виђени. 
Рамбо се сложи да превезе плаћенике. Након што виде разорено село, они праве план. Рамбо помаже Сари и осталима да побегну. Када оружане снаге Мјанмара примете бекство, организују потеру. Сви осим Рамба, Саре и плаћеника са надимком школски дечко су ухапшени. Међутим Рамбо седа за машинку на камиону и почиње да пуца по бурманским војницима. Побуњеници из народа Карен му се придружују и помажу у коначној победи. Мајор Тинт планира бекство, али га Рамбо убија.
Охрабрен Сариним речима Рамбо се враћа у САД. Последња сцена показује како хода по сеоском путу према фарми у којој је некад живео.

### Рамбо: До последње капи крви
Једанаест година након догађаја у Бурми, вијетнамски ветеран Џон Рамбо се повукао у једноставан живот у изолацију, на фарми свог покојног оца, у свом родном месту Буи, у Аризони, коју држи са својом старом другарицом, Маријом Белтран (девојка коју је одгајао као своју ћерку), и њеном унуком, Габријелом. Габријела открије Рамбу да је њена другарица, Жизел, пронашла Габријелиног биолошког оца, Мануела, у Мексику. Упркос Рамбовом и Маријином одвраћању, Габријела се у тајности одвезе аутомобилом у Мексико да пита Мануела зашто је пре много година напустио њу и њену мајку. Жизел одведе Габријелу до Мануеловог стана, где живи са новом женом, а Мануел јој саопшти да је отишао јер му више није било стало до Габријеле и њене мајке.
Жизел одведе скрхану Габријелу до локалног ноћног клуба, Габријелу надрогирају и киднапују подводачи који раде за мексички нарко-картел. У међувремену, Марија обавести Рамба о Габријелином нестанку у Мексику. Рамбо одлази у Мексико и испитује и Мануела и Жизел у вези са Габријелом. Жизел невољно одведе Рамба до клуба у којем је Габријела последњи пут виђена, а Рамбо долази у сукоб са Ел Флаком, човеком који је последњи разговарао са Габријелом. Мистериозна жена, Кармен Делгадо, прати Рамба у свом аутомобилу док га Ел Флако одводи до Габријелине локације. Рамбо бива моментално савладан, премлаћен и обележен ожиљком на образу од стране картела који предводе браћа Уго и Виктор Мартинез. Они узимају његову возачку дозволу, откривши на тај начин локацију његовог ранча, као и фотографију Габријеле, коју Виктор препозна. Картел се заклиње да ће Габријела испаштати због Рамбовог покушаја да је спасе.
Кармен одведе једва живог Рамба до своје куће, где му пружи неопходну лекарску помоћ и негу. Кармен открива да је она заправо независна истраживачка новинарка која истражује браћу Мартинез, након што су јој киднаповали и убили сестру. Рамбо касније изврши препад на један од куплераја, убивши неколико људи, све док не пронађе надрогирану Габријелу. На путу кући, Габријела умире од присилног предозирања. Разјрен, Рамбо пошаље Марију на тајну локацију и минира читав ранч у ишчекивању сукоба са картелом, а потом се врати у Мексико да затражи Карменину помоћ у проналажењу браће Мартинез. Кармен у почетку одбија, не верујући да ће то ишта решити, али је Рамбо на крају убеди.
Рамбо изврши препад на кућу Мартинезових, убивши неколико телохранитеља и одрубивши главу Виктору Мартинезу. У знак одмазде, Викторов брат Уго предводи групу плаћених убица до Рамбовог ранча, али Рамбо их побије све осим Уга. Оставивши Уга за крај, Рамбо га унакази и ишчупа му срце. Након тога, исцрпљени Рамбо седне у љуљајућу столицу на прагу очеве куће, заклевши се да ће наставити своју борбу и сачувати у животу сећања на своје вољене.